# Филдсовская премия
Фи́лдсовская пре́мия (англ. Fields Medal) — международная премия и медаль, которые вручаются один раз в четыре года на каждом международном математическом конгрессе двум, трём или четырём молодым математикам (в возрасте не старше 40 лет или достигшим 40-летия в год вручения премии).
Приз и медаль названы в честь Джона Филдса, который, будучи президентом VII Международного математического конгресса, проходившего в 1924 году в Торонто, предложил на каждом следующем конгрессе награждать двух математиков золотой медалью в знак признания их выдающихся заслуг.
Дизайн медали Филдса разработал канадско-американский скульптор Р. Тэйт Маккензи. Медаль диаметром 2,5 дюйма (63,5 мм) выполняется из 14-каратного золота (583-й пробы). На лицевой стороне — профиль Архимеда и надпись на латыни: «Transire suum pectus mundoque potiri» («Превзойти свою человеческую ограниченность и покорить Вселенную»). На обороте: «Congregati ex toto orbe mathematici ob scripta insignia tribuere» («Математики, собравшиеся со всего света, вручили [эту награду] за выдающиеся труды»).
Сумма денежной премии относительно невелика и составляет 15 тыс. канадских долларов.
Первые две медали были вручены в 1936 году на X конгрессе в Осло. С 1966 года (конгресс в Москве) максимальное число медалей увеличено до четырёх за конгресс. В 2002 году (конгресс в Пекине) было вручено две медали.
Самым молодым лауреатом Филдсовской премии был французский математик Жан-Пьер Серр, который получил эту награду в 1954 году в возрасте 27 лет.
В 2014 году награда впервые была присуждена женщине — иранке Мариам Мирзахани. Второй лауреаткой стала украинка Марина Вязовская в 2022 году.

## Филдсовская премия и Нобелевская премия

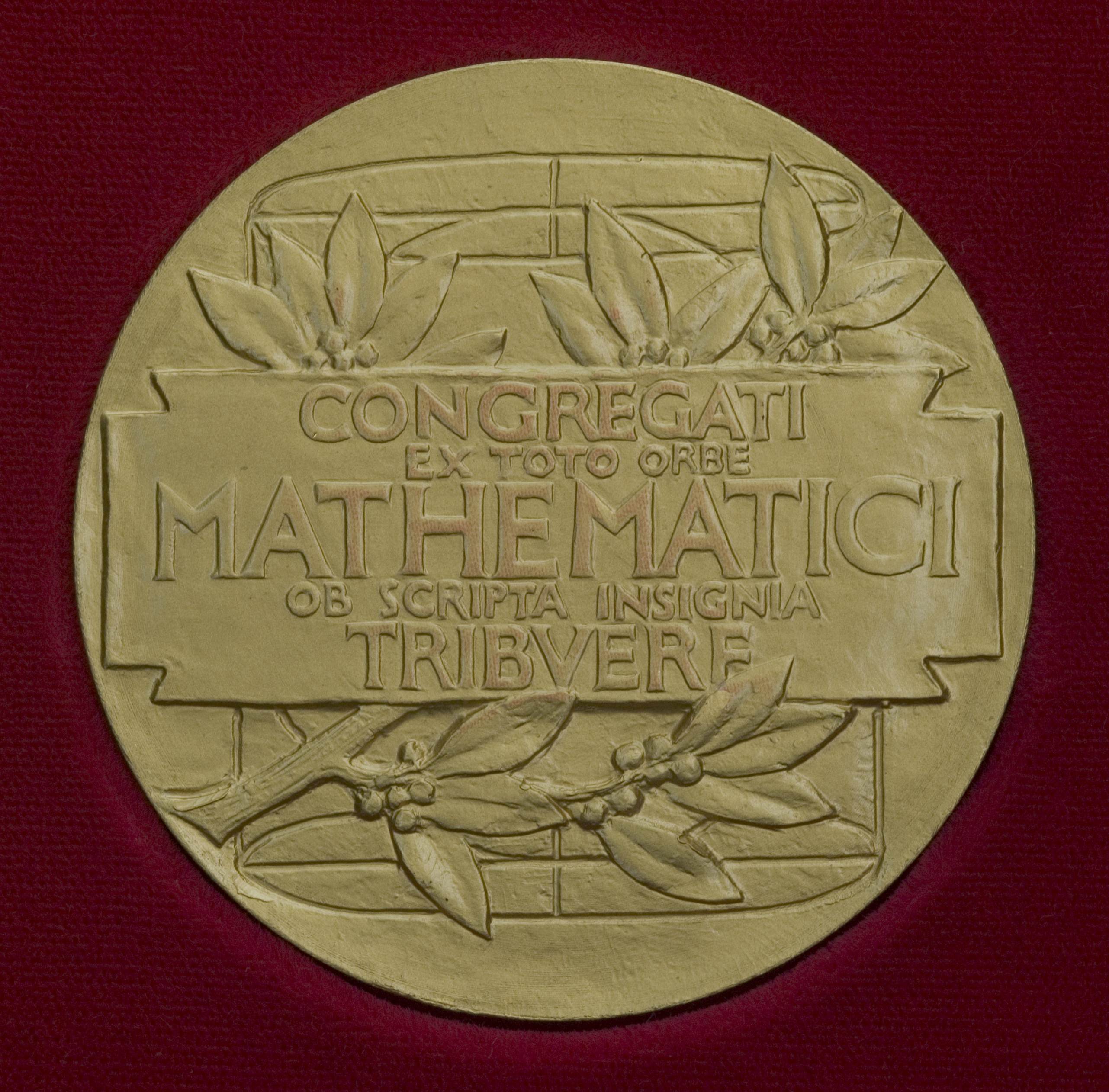
Реверс Филдовской медали

Филдсовская премия (и медаль) являются одними из самых престижных наград в области математики. По этой причине, а также потому, что Нобелевская премия математикам не вручается, Филдсовскую премию часто называют Нобелевской премией для математиков. С другой стороны, между двумя премиями есть и существенные различия:
- Филдсовская премия присуждается раз в четыре года, а Нобелевская — в каждой области ежегодно.
- Филдсовская премия присуждается только математикам в возрасте не старше 40 лет (точнее, математик должен достигать своего 40-летия не раньше 1 января того года, когда вручается премия), а Нобелевская — лауреатам любого возраста.
- Филдсовская премия присуждается за общий вклад в математику, а Нобелевские премии — за конкретные результаты.
- Филдсовская премия составляет (на 2006 год) около 15 тыс. канадских долларов, а Нобелевская премия — около 1,5 млн долларов США.

Возрастное ограничение продиктовано пожеланием Филдса:
… помимо того, что отмечает проделанную работу, она [премия] в то же время должна служить поощрением к дальнейшим достижениям для удостоившихся премии и стимулом к новым усилиям — для остальных…
Ближе к Нобелевской премии по формальным критериям находится учреждённая в 2002 году Абелевская премия, присуждаемая ежегодно и без возрастных ограничений; в 2008 году она составляла около 1,2 млн долларов США. Примечательно, что в 2003 году этой награды первым был удостоен Жан-Пьер Серр — почти через полвека после того, как стал самым молодым лауреатом Филдсовской премии.

## Список лауреатов
1936
- Ларс Альфорс
- Джесси Дуглас

1950
- Лоран-Моиз Шварц
- Атле Сельберг

1954
- Кунихико Кодайра
- Жан-Пьер Серр

1958
- Клаус Рот
- Рене Том

1962
- Ларс Хёрмандер
- Джон Милнор

1966
- Майкл Атья
- Пол Коэн
- Александр Гротендик
- Стивен Смэйл

1970
- Алан Бейкер
- Хэйсукэ Хиронака
- Сергей Новиков
- Джон Томпсон

1974
- Энрико Бомбиери
- Дэвид Мамфорд

1978
- Пьер Делинь
- Чарльз Фефферман
- Григорий Маргулис
- Даниель Квиллен

1982
- Ален Конн
- Уильям Тёрстон
- Яу Шинтан

1986
- Саймон Дональдсон
- Герд Фальтингс
- Майкл Фридман

1990
- Владимир Дринфельд
- Вон Джонс
- Сигэфуми Мори
- Эдвард Виттен

1994
- Ефим Зельманов
- Пьер-Луи Лионс
- Жан Бургейн
- Жан-Кристоф Йоккоз

1998
- Ричард Борчердс
- Уильям Гауэрс
- Максим Концевич
- Кёртис Макмуллен

2002
- Лоран Лаффорг
- Владимир Воеводский

2006

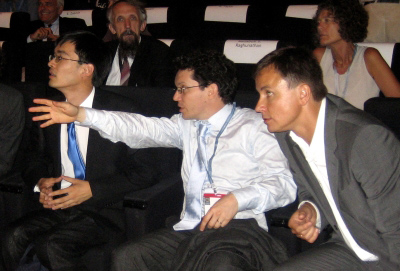
Тао, Вернер и Окуньков. Вручение Филдсовской премии в Мадриде. 2006 год

- Григорий Перельман — «за доказательство гипотезы Пуанкаре»
- Андрей Окуньков — «за достижения, соединяющие теорию вероятностей, теорию представлений и алгебраическую геометрию»
- Теренс Тао
- Венделин Вернер — «за вклад в изучение стохастической эволюции Лёвнера, геометрии двумерного броуновского движения и конформной теории поля»

2010
- Элон Линденштраусс — «за его результаты по жесткости относительно мер в эргодической теории и за их применение в теории чисел»
- Нго Бао Тяу — «за его доказательство Фундаментальной Леммы в теории автоморфных форм новыми алгебро-геометрическими методами»
- Станислав Смирнов — «за доказательство конформной инвариантности двумерной перколяции и модели Изинга в статистической физике»
- Седрик Виллани — «за его доказательства нелинейности затухания Ландау (затухания волн в плазме) и сходимости к равновесию в уравнении Больцмана»

2014
- Артур Авила — «за глубинный вклад в теорию динамических систем, изменивший лицо этого направления благодаря идее использования понятия ренормализации как унифицирующего принципа»
- Манджул Бхаргава — «за разработку новых мощных методов геометрии чисел и применении их к теории счётных колец малых рангов и для нахождения ограничений на средний ранг эллиптических кривых»
- Мартин Хайрер — «за выдающийся вклад в теорию стохастических дифференциальных уравнений в частных производных и, в частности, за создание для неё теории регулярностных структур».
- Мариам Мирзахани — «за выдающийся вклад в динамику и геометрию римановых поверхностей и в теорию их пространств модулей»

2018
- Каушер Биркар, Кембриджский университет
- Алессио Фигалли, Швейцарская высшая техническая школа Цюриха
- Петер Шольце, Боннский университет
- Акшай Венкатеш, Стэнфордский университет

2022
- Марина Вязовская.
- Юго Дюминиль-Копен.
- Джеймс Мейнард.
- Джун Ха.

## Отказы от премии
- В 1966 году Александр Гротендик не присутствовал на церемонии вручения ему премии в Москве в знак протеста против подавления инакомыслия руководством КПСС (Процесс Синявского и Даниэля).
- В 2006 году Григорий Перельман отказался присутствовать на вручении премии, однако премия была всё же ему присвоена.